# Tư lệnh Tập đoàn quân bậc 1

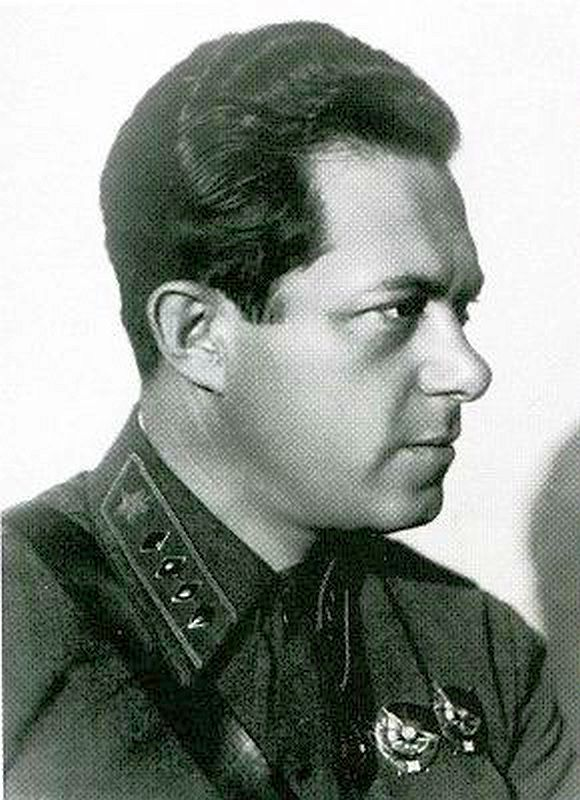
Iona Emmanuilovich Yakir trong quân phục với cấp hiệu Tư lệnh Tập đoàn quân bậc 1 trên cổ áo.

Tư lệnh Tập đoàn quân bậc 1 (tiếng Nga: командарм 1-го ранга) là một cấp bậc quân sự cao cấp Lực lượng vũ trang Liên Xô trong giai đoạn 1935 đến 1940. Đây là cấp bậc được chỉ định cho các quân nhân cao cấp chỉ huy biên chế cao hơn cấp tập đoàn quân (XXXXX).
Cho đến năm 1940, đây là cấp bậc quân sự cao thứ hai của Hồng quân và có thể được xếp hạng OF-9a trong NATO. Nó tương đương với cấp bậc Chính ủy Tập đoàn quân bậc 1 (tiếng Nga: армейский комиссар 1-ого ранга) của sĩ quan chính trị, Chỉ huy Hạm đội bậc 1 (tiếng Nga: флагман флота 1-ого ранга) trong hải quân, hoặc Ủy viên An ninh nhà nước bậc 1 (tiếng Nga: комиссар государственной безопасности 1-ого ранга) trong lực lượng NKVD. Năm 1940, các cấp bậc tướng lĩnh được tái lập trong lực lượng Hồng quân, cấp bậc Tư lệnh Tập đoàn quân bậc 1 đã bị bãi bỏ, và được thay thế bằng cấp bậc Đại tướng lục quân (OF-9).

## Lịch sử
Khi Hồng quân thành lập, hệ thống cấp hiệu và cấp bậc thời Quân đội Đế quốc Nga hoàn toàn bị bãi bỏ. Tuy nhiên, một hệ thống cấp bậc quân sự thay thế đã được Ban chấp hành trung ương Liên Xô và Hội đồng Dân ủy đặt ra vào ngày 22 tháng 9 năm 1935.
Theo đó, hệ thống cấp bậc của các sĩ quan cao cấp tương đương tướng lĩnh như sau:
- Lữ đoàn trưởng (Комбриг): chỉ huy cấp Lữ đoàn
- Sư đoàn trưởng (Комдив): chỉ huy cấp Sư đoàn
- Quân đoàn trưởng (Комкор): chỉ huy cấp Quân đoàn
- Tư lệnh Tập đoàn quân bậc nhì (Командарм 2-го ранга): chỉ huy cấp Tập đoàn quân
- Tư lệnh Tập đoàn quân bậc nhất (Командарм 1-го ранга): chỉ huy cấp Phương diện quân hoặc tương đương.
- Nguyên soái Liên Xô (Маршал Советского Союза): cấp bậc danh dự dành cho các sĩ quan cao cấp nhất.

Năm 1940, hệ thống cấp bậc trên được thay thế bằng hệ thống cấp bậc tướng lĩnh (trừ cấp bậc Nguyên soái Liên Xô). Cấp bậc Tư lệnh Tập đoàn quân bậc 1 được thay bằng cấp bậc Đại tướng (OF-9). Hệ thống cấp hiệu cũng được thay thế và sử dụng cho đến năm 1943.

## Cấp hiệu

Cấp hiệu cổ áo (loại lớn)
Cấp hiệu cổ áo (loại nhỏ)
Phù hiệu cổ tay áo

## Lịch sử phong cấp
| STT | Tên họ             | Hình ảnh | Thời gian sống | Thời điểm thụ phong | Chức vụ khi thụ phong                                         | Ghi chú |
| --- | ------------------ | -------- | -------------- | ------------------- | ------------------------------------------------------------- | --- |
| 1   | Ivan Belov         |          | 1893 - 1938    | 22 tháng 9, 1935    | Tư lệnh Quân khu Moskva                                       | Bị xử bắn ngày 29 tháng 6 năm 1938                                                                             |
| 2   | Sergey Kamenev     |          | 1881 - 1936    | 22 tháng 9, 1935    | Tổng cục trưởng Tổng cục Phòng không Không quân của Hồng quân | Qua đời vào ngày 25 tháng 8 năm 1936 vì một cơn đau tim.                                                       |
| 3   | Boris Shaposhnikov |          | 1882 - 1945    | 22 tháng 9, 1935    | Giám đốc Học viện quân sự MV Frunze                           | Thăng Nguyên soái Liên Xô ngày 7 tháng 5 năm 1940                                                              |
| 4   | Ieronim Uborevich  |          | 1896 - 1937    | 22 tháng 9, 1935    | Tư lệnh Quân khu Belorussia                                   | Bị xử bắn ngày 12 tháng 6 năm 1937                                                                             |
| 5   | Iona Yakir         |          | 1896 - 1937    | 22 tháng 9, 1935    | Tư lệnh Quân khu Kiev                                         | Bị xử bắn ngày 12 tháng 6 năm 1937                                                                             |
| 6   | Ivan Fedko         |          | 1897 - 1939    | 20 tháng 2, 1938    | Phó ủy viên nhân dân thứ nhất Quốc phòng                      | Bị xử bắn ngày 26 tháng 2 năm 1939                                                                             |
| 7   | Mikhail Frinovsky  |          | 1898 - 1940    | 14 tháng 9, 1938    | Ủy viên nhân dân Hải quân Liên Xô                             | Bị xử bắn ngày 4 tháng 2 năm 1940                                                                              |
| 8   | Grigory Kulik      |          | 1890 - 1950    | 8 tháng 2, 1939     | Phó ủy viên nhân dân Quốc phòng                               | Thăng Nguyên soái Liên Xô ngày 7 tháng 5 năm 1940. Bị giáng 4 cấp năm 1942, bị xử bắn ngày 24 tháng 8 năm 1950 |
| 9   | Semyon Timoshenko  |          | 1895 - 1970    | 8 tháng 2, 1939     | Tư lệnh Quân khu Kiev                                         | Thăng Nguyên soái Liên Xô ngày 7 tháng 5 năm 1940.                                                             |